# Hyun Ki-young
Hyun Ki-young hangul 현기영, född den 16 januari 1941 i Jeju-provinsen i Sydkorea är en sydkoreansk författare, som specialiserat sig på modern historia om Jeju. Hyun finns ännu inte (2019) utgiven på svenska.
Hyun Ki-young föddes på ön Jeju i Jeju-provinsen och utbildade sig vid Seouls nationella universitet. Hyun har förestått National Literary Writers Association (2000–2001) och varit president för Korean Arts & Culture Foundation (2003). Hyun har också förestått Committee for the Investigation of the April 3rd Jeju Uprising och varit president för Jeju Institute for the Investigation of Social Problems.

## Litterär karriär
Hyun är expert på ön Jejus moderna historia, särskilt gällande Jeju-massakern i april 1948, när öbor dödades av koreansk polis i samband med ett försök att utrota kommunistsympatisörer. Händelsen har varit i centrum hör Hyuns litterära skrivande, där han försökt skildra det psykologiska trauma som drabbade öborna efter händelsen. Hans första verk var novellen Abeoji (”Fadern” som publicerades i den koreanska dagstidningen  Dong-a Ilbo.
Hyun blev internationellt känd med berättelsen "Aunt Suni" (2010), som dock kritiserats för den dåliga översättningen. Berättelsen har senare åter översatts och getts ut i en tvåspråkig version "Sun-I Samch'on", på engelska och koreanska.
Berättelsen gavs först ut i Sydkorea och ledde till att Hyun arresterades och torterades. Han släpptes efter tre dagar och myndigheterna påstod att arresteringen hade att göra med att Hyun deltagit i regeringsfientliga protester. Emellertid blev han vid frisläppandet varnad för att någonsin skriva om massakern igen, vilket regimkritiker sett som ett tecken på att myndigheterna erkänt den verkliga orsaken till fängslingen.
Hyun tillhör de mest kända författarna i Sydkorea, där han vunnit ett antal litterära priser, bland annat Sin Dong-yeop Prize For Literature (1986), Manhae-priset (1990), Oh Yeong-sus litterära pris (1994) och Hankook Ilbos litterära pris (1999).

## Bokmässan 2019
Hyun var en av flera sydkoreanska författare som deltog vid Bokmässan i Göteborg 2019. Där rönte han stor uppmärksamhet under invigningsceremonin när han talade om bokläsning. Hyun framhöll att Sydkorea har världens högsta nivå av informationsteknologi, men att den starka genomslagskraften för smarta telefoner medfört att sydkoreanerna kommit att bortse från boken. Han sa bland annat:
| ” | –Att inte läsa böcker är detsamma som ett leva ett liv utan att tänka. | „ |